# Greve in Chianti
Greve in Chianti (det gamla namnet var Greve, men 1972 döptes den om till Greve in Chianti efter att ha inkluderats i vindistriktet Chianti) är en stad och comune i storstadsregionen Florens, innan den 31 december 2014 provinsen Florens, i Toscana, Italien. Orten är belägen cirka 31 km söder om Florens, och 42 km norr om Siena. Kommunen hade 13 803 invånare (2018).
Orten är belägen i Val di Greve och har fått sitt namn från den snabbflytande floden som rinner igenom den. Det är den största och främsta staden i Chiantis vindistrikt som sträcker sig från söder om Florens till strax norr om Siena. Fram till nyligen har staden varit en relativt okänd, lantlig stad eftersom den ligger tämligen avsides från de större vägarna.
Runt omkring Greve finns flera kända vingårdar som producerar Chianti och Chianti Classico-viner samt IGT Toscana. Området är inte främst känt för kvalitetsviner utan snarare för stor produktion och bra basvin. Vanliga druvor är Sangiovese, Malvasia och Trebbiano.

## Vänorter
Greve in Chianti har följande vänorter:
- Auxerre, Frankrike
- Brtonigla, Kroatien
- Farsia, Västsahara
- Greve kommun, Danmark
- Jesenice, Kroatien
- Sonoma, Kalifornien, USA
- Ushiku, Japan
- Veitshöchheim, Tyskland